# Alpaida pedro
Alpaida pedro är en spindelart som beskrevs av Levi 1988. Alpaida pedro ingår i släktet Alpaida och familjen hjulspindlar. Inga underarter finns listade i Catalogue of Life.